# Napothera epilepidota
Ratinho-de-sobrancelha ou tordina-anã-de-sobrancelhas (Napothera epilepidota) é uma espécie de ave da família Timaliidae.
Pode ser encontrada nos seguintes países: Butão, China, Índia, Indonésia, Laos, Malásia, Myanmar, Tailândia e Vietname.
Os seus habitats naturais são: florestas subtropicais ou tropicais húmidas de baixa altitude e regiões subtropicais ou tropicais húmidas de alta altitude.